# Autophila tancrei
Autophila tancrei är en fjärilsart som beskrevs av Charles Boursin 1940. Autophila tancrei ingår i släktet Autophila och familjen nattflyn. Inga underarter finns listade i Catalogue of Life.